# Pedernales (stad)
Pedernales is een stad en gemeente (26.000 inwoners) in het zuidwesten van de Dominicaanse Republiek, aan de grens met Haïti. Het is de hoofdstad van de gelijknamige provincie. De stad is nog niet zo oud. Vanaf 1945 begonnen mensen vanuit het hele land te verhuizen naar Pedernales, op zoek naar werk. Vanaf 1947 werd het officieel een gemeente.
De belangrijkste inkomstenbronnen zijn landbouw en visserij. Verder is ook de bouwsector belangrijk. Meer dan een kwart van de werkende bevolking werkt in de publieke sector.
De stad ligt aan de grens met Haïti, in de buurt van Anse-à-Pitre. In oktober 1955 werden beide plaatsen bijna volledig verwoest door de orkaan Kathie. Er bevindt zich een beschermd natuurgebied (area protegida)  Sierra de Bahoruco , 1092km², UICN-categorie II, nationaal park.

## Bestuurlijke indeling
De gemeente bestaat uit twee gemeentedistricten (distrito municipal):
José Francisco Peña Gómez en Pedernales.
- Virtual International Authority File: 144237696

Azua · Bajos de Haina · Baní · Barahona · Boca Chica · Bonao · Comendador · Cotuí · Dajabón · El Seibo · Hato Mayor · Higüey · Jimaní · La Romana · La Vega · Los Alcarrizos · Mao · Moca · Monte Cristi · Monte Plata · Nagua · Neiba · Pedernales · Puerto Plata · Sabaneta · Salcedo · Samaná · San Cristóbal · San Francisco de Macorís · San José de Ocoa · San Juan · San Pedro de Macorís · Santiago · Santo Domingo de Guzmán · Santo Domingo Este · Santo Domingo Norte · Santo Domingo Oeste